# Antonio Cochran
Antonio Cochran, född 21 juni 1976 i Montezuma i Georgia, är en amerikansk utövare av amerikansk fotboll (defensive end) som spelade för Seattle Seahawks i NFL 1999–2004 och för Arizona Cardinals 2005. Cochran spelade collegefotboll för Georgia Bulldogs och han draftades 1999 av Seattle Seahawks i fjärde omgången.